# Kukri

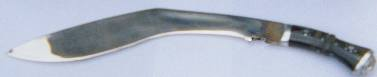

Kukri (Devanagari: खुकुरी), inițial pronunțat khukri sau khukuri) este un cuțit greu și curbat din Nepal, ascuțit pe interiorul curburii, folosit atât ca unealtă (similar cu o macetă), cât și ca armă albă.
Dimensiunile uzuale sunt de 40–45 cm și greutatea de 450–900 g.